# Sasmira
Sasmira est une série de bande dessinée fantastique française réalisée par Laurent Vicomte. Le premier tome, L'Appel, est sorti en septembre 1997 aux éditions Les Humanoïdes Associés. Il a été réédité en décembre 2008 par l'éditeur Glénat dans la collection Caractère à la suite de la crise financière des Humanoïdes Associés.
Ce premier album a été un grand succès public et critique, récompensé par de nombreux prix en festivals de bande dessinée. Le tome 2, La Fausse Note, est célèbre pour avoir longtemps été l'un des albums les plus attendus de toute l'histoire de la bande dessinée. Il a fallu attendre près de quinze années (1997-2011) pour qu'il voie le jour.
Après deux autres tomes parus en 2016 et 2018, la série est à présent terminée.

## Description

### Synopsis
Stanislas, dit Stan, jeune musicien classique, s'isole dans l'alcool et le silence au grand dam de sa compagne, Bertille, infirmière et photographe amateure. Stan est obsédé par un souvenir : une vieille femme inconnue, sans domicile fixe, qui est morte dans ses bras en l'appelant par son prénom et en lui remettant une bague, un scarabée sacré égyptien. En répondant à son étrange supplique, Stan s'embarque pour un étrange voyage vers le passé, en compagnie de Bertille, sur les traces de la mystérieuse Sasmira.

### Personnages
- Sasmira
- Stanislas dit "Stan"
- Bertille
- Prudence
- Valérie, la "vieille copine" de Bertille
- Christophe dit "Chris"

### Analyse
Le temps, l'obsession d'un visage et la fascination silencieuse pour une femme sont parmi les thèmes qui sous-entendent le premier album de Sasmira.
Relevant du réalisme fantastique, cet album se démarque néanmoins singulièrement des codes de base de ce genre par la finesse et l'habileté du traitement du thème du voyage dans le temps, et par le soin accordé à la mise en scène et au déploiement progressif de l'intrigue, tout en silences et en regards.

## La série

### La création
Laurent Vicomte a mis neuf ans à concevoir la série Sasmira et à réaliser ce premier album. Il est réputé pour être l'un des auteurs de la bande dessinée franco-belge les plus lents et méticuleux à l'ouvrage. Selon certaines sources, il a rédigé l'intégralité du scénario de la série, découpé en quatre ou cinq tomes, bien avant la parution de L'Appel.

## Réception et succès
Le premier tome de Sasmira a été un succès public, vendu à plusieurs dizaines de milliers d'exemplaires et récompensé par de nombreux prix en festivals. Il est régulièrement cité sur de nombreux forums de lecteurs comme un chef-d'œuvre de la bande dessinée.

### L'attente du second tome
Au terme du premier tome, toutes les questions développées par la mise en place de l'univers et des protagonistes sont posées, prêtes à être résolues, laissant le lecteur suspendu à l'intrigue et à la parution du second tome. Cet album a souvent été annoncé entre 1997 et 2011, sans jamais voir le jour. Le manque de renseignements sur l'état d'avancement des planches, le silence de l'auteur et l'attente de plus en plus longue (15 ans au total) ont fait de cette série un cas unique dans l'histoire de la bande dessinée franco-belge, où les rythmes de parution entre deux albums oscillent entre un et trois ans. Preuve de l'importance du phénomène, un groupe facebook a même été créé, baptisé "S'il te plait Laurent Vicomte : publie le deuxième tome de Sasmira..."
En 2005 paraît aux éditions Daniel Maghen Virages, un ouvrage bibliographique consacré au travail de Laurent Vicomte, rassemblant plusieurs pages de croquis inédits et quelques planches du second tome, et à propos duquel Laurent Vicomte déclare Ce livre est un trait d’union avant la sortie du tome 2 de « Sasmira », relançant ainsi les spéculations sur la sortie du tome 2.
Le 1er avril 2010, un poisson d'avril en forme de canular a été lancé sur le site La Bédéthèque, annonçant la sortie imminente du second tome chez Les Humanoïdes Associés dans la collection Les Poissons bulleurs, avec la participation de Joann Sfar et Lewis Trondheim au dessin.
Le tome 2 est finalement paru le 30 novembre 2011, après presque 15 années d'attente. Laurent Vicomte l'a réalisé en collaboration avec Claude Pelet pour une partie des crayonnés et de l'encrage,. Un documentaire intitulé Laurent Vicomte, Entretemps relate l'aventure de cet album et a été présenté en avant-première au 39e Festival International de la Bande dessinée et de l'Image d'Angoulême en janvier 2012.

### Annonce des autres tomes
Lors de la sortie du tome 2, Pelet annonce que Sasmira doit se développer sur 5 albums sans pour autant avoir signé pour réaliser ces albums. En février 2014, c'est Anaïs Bernabé qui collabore avec Vicomte sur le tome 3. 
Ce dernier, intitulé Rien sort finalement le 16 novembre 2016.
Finalement, un quatrième tome, intitulé La Petite Boîte rouge, réalisé à nouveau avec Anaïs Bernabé au dessin, est publié le 24 octobre 2018, l'éditeur annonçant qu'il s'agit de « la conclusion tant attendue d’une série culte ».

## Publications françaises

### Albums
- 1 L'Appel, Les Humanoïdes Associés, 1997
Scénario, dessin et couleurs : Laurent Vicomte - (ISBN 2-7316-1126-X)

- 2 La Fausse Note, Glénat, 2011
Scénario : Laurent Vicomte - Dessin : Laurent Vicomte, Claude Pelet - Couleurs : Patricia Faucon - (ISBN 978-2-7234-6573-1)

- 3 Rien, Glénat, 2016
Scénario : Laurent Vicomte - Dessin : Laurent Vicomte, Anaïs Bernabé - Couleurs : Anaïs Bernabé - (ISBN 978-2723497374)

- 4 La Petite Boîte rouge, Glénat, 2018
Scénario : Laurent Vicomte - Dessin : Laurent Vicomte, Anaïs Bernabé - (ISBN 978-2723497381)

#### Tirages de tête / Tirages spéciaux
- 1 L'Appel, Les Humanoïdes Associés, 500 exemplaires numérotés et signés avec une sérigraphie couleur, 1997
Scénario et dessin : Laurent Vicomte

- 2 L'Appel + La Fausse Note, Glénat, 1500 exemplaires non numérotés, sous coffret, avec un carnet d'esquisses, un tiré à part et le dvd du film Laurent Vicomte, Entretemps, 2012
Scénario : Laurent Vicomte - Dessin : Laurent Vicomte, Claude Pelet - Couleurs : Laurent Vicomte, Patricia Faucon - (ISBN 978-2-7234-9231-7)

## Prix et récompenses
L'appel
- Grand prix, Festival Bulles en Fureur, Rennes, 1998
- Prix du Jury Scolaire, Festival de Landerneau, 1998
- Prix des libraires, Festival de Charleroi, 1998
- Grand prix, Festival de Perros-Guirec, 1998
- Grand prix, Festival de Lys-les-Lannois, 1998

La Fausse Note
- Prix du nouveau talent dessinateur attribué à Claude Pelet, 11e Salon Européen de la Bande Dessinée, Nîmes, 2012

## Filmographie
- Laurent Vicomte, Entretemps (2012), d'Avril Tembouret (Kanari Films - 64 min)

Documentaire consacré à la réalisation du tome 2 de Sasmira, avec la participation d'Yslaire, Makyo, Jean-Charles Kraehn, Jean Léturgie et Claude Pelet.

## Documentation
- Jack Ayston, « Sasmira », dans L'Indispensable no 0, février 1998, p. 68-69.